# Kuoukaravinernas naturreservat
Kuoukaravinernas naturreservat är ett naturreservat i Jokkmokks kommun i Norrbottens län.
Området är naturskyddat sedan 2019 och är 20 hektar stort. Reservatet omfattar två raviner kring Kvarnbäcken och Kistabäcken vid norra/östra stranden av Stora Luleälven  och består mest av granskog.  